# 柯子林
柯子林，原寫為柯仔林，是臺灣新竹縣芎林鄉的一個傳統地域名稱，位於該鄉中部。相較於今日行政區，其範圍為文林村中南部。

## 歷史
台灣清治末期至日治初期，柯子林地區為一街庄，稱為「柯仔林庄」，隸屬於竹北一堡。該庄當時為頭前溪眾分流中的沙洲地，輪廓為略呈西北—東南走向的梭形，東北側由西至東分別與九芎林庄、倒別牛庄、石壁潭庄為鄰，西南側由東至西分別與北及東北與荳仔埔庄、崁下庄為鄰。
1901年（日治明治三十四年）11月，全台廢縣廳改設二十廳，該庄隸屬於新竹廳。1909年（明治四十二年）10月，合併二十廳為十二廳，該庄隸屬不變。1920年（大正九年），廢十二廳改設五州二廳，該庄改制並雅化為「柯子林」大字，隸屬於新竹州竹東郡芎林庄。
戰後芎林庄改制為芎林鄉，隸屬於新竹縣，大字亦改制為村。1950年桃、竹、苗分治，芎林鄉隸屬不變。

## 河川整治
昔日頭前溪在本地區分流密佈，其後因河川整治及芎林堤防興建，今日本地區除東南端一小部分因位於堤防外而屬於河灘地外，其餘均已成為農地或其他用地。

## 交通
國道3號又稱「福爾摩沙高速公路」，是貫穿台灣西部的兩條縱向高速公路之一，大致以東北－西南走向經過柯子林地區西北部。境內縣道120號交會口即為竹林交流道，由此進入可快速前往台灣西部各地。
縣道120號（富林路二段）是竹北下斗崙至尖石八五大橋的道路，也是頭前溪北岸主要的連絡道路，大致以西北—東南走向於本地區北部及東南部兩度經過，向西北可前往六家北郊後於竹北下斗崙與省道台1線交會，向東南可前往內灣、尖石等地。
縣道123號（福昌街、竹林路）是芎林下山橋至竹東的道路，大致以西北—東南走向蜿蜒經過本地區東北側邊界外不遠處，並有許眾多小路通往本地區各處。由該道路向西北可前往芎林市區、下山橋並止於縣道120號路口，向東南轉西南經跨越頭前溪的竹林大橋可前往竹東。其中竹林大橋北端引道有一小段位於本地區東南端境內。